# Ferrari F2002
Ferrari F2002  (Ferrari 2002 model) označován také jako Ferrari 653 – byl vůz formule 1 týmu Scuderia Ferrari, který se účastnil mistrovství světa v letech 2002–2003.
Vůz byl poprvé představen na trati v Interlagos, kde s ním startoval Michael Schumacher, oba piloti ho přivezli až na závod v San Marinu a derniéru, v modifikaci F2002B, měl v San Marinu 2003, v dalším závodě ho již vystřídal nástupce F2003 – GA. Stal se nejdominujícejším vozem v historii šampionátu formule 1 a překonal tak i McLaren MP4/4 se kterým Alain Prost a Ayrton Senna nasbírali celkem 199 mistrovských bodů a zvítězili v 15 ze 16 závodů.

## Popis
Již před sezónní testování odhalilo obrovský potenciál nového vozu, který hned na první pokus pokořilo traťový rekord na trati ve Fioranu. Nicméně vedení týmu se rozhodlo nenasadit vůz do prvních dvou závodů, s odůvodněním neodzkoušené spolehlivosti některých komponentů.
Hlavním úkolem týmu během zimní přípravy, bylo snížení hmotnosti celého monopostu, snížení těžiště a rozložení hmoty ve voze tak, aby došlo k vyvážení rovnováhy celého vozu. Ferrari poprvé na svém voze představilo titanovou převodovku. Hlavní výhodou nové převodovky byla především její nízká hmotnost a zvýšená tuhost a proto mohla být menší. V průběhu sezóny tým experimentoval s celo titanovým blokem ve kterém byl diferenciál, převodovka i motor.
Ferrari F2002 získalo svou převahu nad soupeři, především díky naprosté spolehlivosti všech dílu monopostu a techniky. Tímto se zcela odlišoval jak od svých předchůdců tak jeho současných soupeřů.

### Aerodynamika
Aerodynamický tvar vozu navazoval zcela logicky na předchozí model, příď a přední přítlačné křídlo lžícovitého tvaru převzali tvůrci z modelu F2001. Zatímco bočnice dostaly zcela nový tvar, vpředu se zaoblily a směrem k zádi se snižovaly a výrazně zužovaly. Dále byla zlepšena aerodynamika zádi a byla tam zakomponována část zavěšení zadních kol. Na bočnice byly přidány další menší aerodynamické profily, které sloužily ke snížení součinitele odporu vzduchu. Nový tvar bočnic si vyžádal i změnu ve vnitřní hydrodynamice, chladiče vody a oleje byly uspořádány vějířovitě a skloněny dopředu.

## Technická data
- Váha: 600 kg s pilotem, vodou a olejem.
- Délka: 4495 mm
- Šířka: 1796 mm
- Výška: 959 mm
- Rozchod kol vpředu: 1470 mm
- Rozchod kol vzadu: 1405 mm
- Rozvor: 3020 mm
- Převodovka: Ferrari 7stupňová poloautomatická sekvenční s elektronickou kontrolou.
- Diferenciál: s omezenou svorností
- Spojka:Sachs A+P
- Motor: 3000 Ferrari (Tipo 051)
  - V10 90°
  - Objem: 2997 cm³
  - Výkon: 870 HP/18200 otáček
  - Vstřikování: Magneti Marelli
  - Palivový systém: Magneti Marelli
  - Mazivo: Shell
  - Palivo: Shell
- Pneumatiky: Bridgestone

## Sponzoři
Agusta (výrobce helikoptér), Alenia Aeronautica, AMD, Brembo, Bridgestone, Magneti Marelli, Mahle, Marlboro, Shell, SKF, Vodafone, ZF Sachs, Acer, BBS, CIMA, Europcar, FACOM, FILA, Finmeccanica, Infineon, Iveco, Mecanica Solutions, Mecel, Momo, NGK, Olympus, Poggipolini Srl, PTC, Sabelt, Technogym, TRW Automotive, VECA Impianti.

## Výsledky vozu Ferrari F2002
| Legenda k tabulce | Legenda k tabulce                                                                       |
| Barva             | Výsledek                                                                                |
| ----------------- | --------------------------------------------------------------------------------------- |
| Zlatá             | Vítěz                                                                                   |
| Stříbrná          | 2. místo                                                                                |
| Bronzová          | 3. místo                                                                                |
| Zelená            | Bodované umístění                                                                       |
| Modrá             | Nebodované umístění                                                                     |
| Modrá             | Dokončil neklasifikován (NC)                                                            |
| Fialová           | Odstoupil (Ret)                                                                         |
| Červená           | Nekvalifikoval se (DNQ)                                                                 |
| Červená           | Nepředkvalifikoval se (DNPQ)                                                            |
| Černá             | Diskvalifikován (DSQ)                                                                   |
| Bílá              | Nestartoval (DNS)                                                                       |
| Bílá              | Závod zrušen (C)                                                                        |
| Světle modrá      | Pouze trénoval (PO)                                                                     |
| Světle modrá      | Páteční testovací jezdec (TD)                                                           |
| Bez barvy         | Netrénoval (DNP)                                                                        |
| Bez barvy         | Vyřazen (EX)                                                                            |
| Bez barvy         | Nepřijel (DNA)                                                                          |
| Bez barvy         | Odvolal účast (WD)                                                                      |
| Bez barvy         | Nezúčastnil se (prázdné)                                                                |
| Označení          | Význam                                                                                  |
| Tučnost           | Pole position                                                                           |
| Kurzíva           | Nejrychlejší kolo                                                                       |
| †                 | Jezdec nedojel do cíle, ale byl klasifikován, protože odjel více než 90 % délky závodu. |
| ‡                 | Byl udělován poloviční počet bodů, protože bylo odjeto méně než 75 % délky závodu.      |
| Horní index       | Umístění bodujících jezdců ve sprintu                                                   |

| Rok  | Šasi           | Motor            | Pneu | Pilot              | 1   | 2   | 3   | 4   | 5   | 6   | 7   | 8   | 9   | 10  | 11  | 12  | 13  | 14  | 15  | 16  | 17  | body | umístění |
| ---- | -------------- | ---------------- | ---- | ------------------ | --- | --- | --- | --- | --- | --- | --- | --- | --- | --- | --- | --- | --- | --- | --- | --- | --- | ---- | -------- |
| 2002 | Ferrari F2002  | Ferrari 051 V10  | B    |                    | AUS | MAL | BRA | SMR | ESP | AUT | MON | CAN | EUR | GBR | FRA | GER | HUN | BEL | ITA | USA | JPN | 221  | 1.       |
| 2002 | Ferrari F2002  | Ferrari 051 V10  | B    | Michael Schumacher |     |     | 1   | 1   | 1   | 1   | 2   | 1   | 2   | 1   | 1   | 1   | 2   | 1   | 2   | 2   | 1   | 221  | 1.       |
| 2002 | Ferrari F2002  | Ferrari 051 V10  | B    | Rubens Barrichello |     |     |     | 2   | Ret | 2   | 7   | 3   | 1   | 2   | Ret | 4   | 1   | 2   | 1   | 1   | 2   | 221  | 1.       |
| 2003 | Ferrari F2002B | Ferrari 051B V10 | B    |                    | AUS | MAL | BRA | SMR | ESP | AUT | MON | CAN | EUR | FRA | GBR | GER | HUN | ITA | USA | JPN |     | 158  | 1.       |
| 2003 | Ferrari F2002B | Ferrari 051B V10 | B    | Michael Schumacher | 4   | 6   | Ret | 1   |     |     |     |     |     |     |     |     |     |     |     |     |     | 158  | 1.       |
| 2003 | Ferrari F2002B | Ferrari 051B V10 | B    | Rubens Barrichello | Ret | 2   | Ret | 3   |     |     |     |     |     |     |     |     |     |     |     |     |     | 158  | 1.       |